# Die Prinzessin auf der Erbse

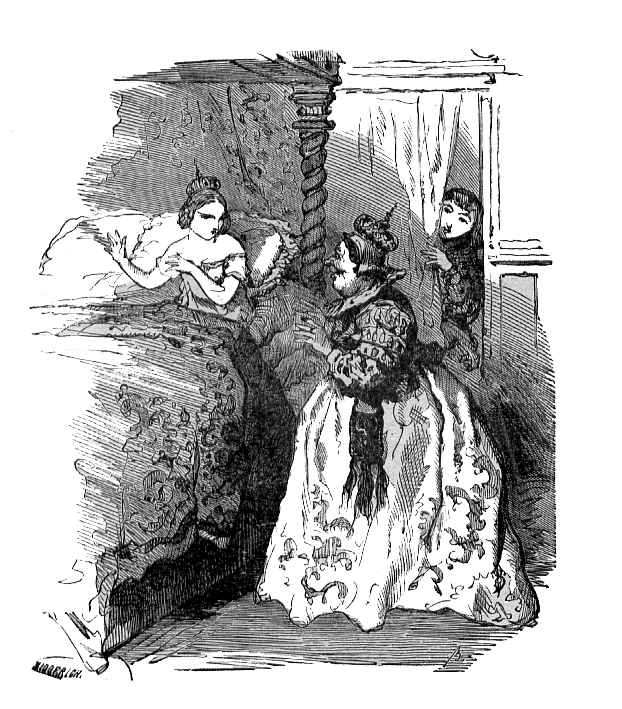
Die Prinzessin auf der Erbse – Illustration von Bertall

Die Prinzessin auf der Erbse (OT.: Prinsessen på ærten) ist der Titel eines der bekanntesten Kunstmärchen des dänischen Schriftstellers Hans Christian Andersen. Es erschien am 7. April 1837 in einer Ausgabe der Reihe Märchen, für Kinder erzählt (dänisch: Eventyr fortalte for Børn) und wurde seither in vielen Sprachen publiziert und oft adaptiert.

## Inhalt
Ein Prinz reist durch die Welt und sucht als Ehefrau eine „richtige“ Prinzessin. Er lernt zwar viele Prinzessinnen kennen, hat aber an allen etwas auszusetzen und kehrt traurig zurück.
Eines Abends klopft während eines Unwetters ein regennasses Fräulein, das von sich behauptet, eine „wirkliche“ Prinzessin zu sein, ans Stadttor. Um herauszufinden, ob sie die Wahrheit sagt, richtet die alte Königin für den Gast das Bett. Heimlich legt sie eine Erbse auf den Boden der Bettstelle und packt darauf zwanzig Matratzen und zwanzig Eiderdaunendecken. Am nächsten Morgen klagt die Prinzessin, sie habe die ganze Nacht fast kein Auge zugemacht. Etwas Hartes müsse im Bett liegen, so dass sie ganz braun und blau am ganzen Körper sei! Das ist für die Königsfamilie der Beweis: So empfindlich kann nur eine „wirkliche“ Prinzessin sein.
Daraufhin nimmt der Prinz sie zur Frau, denn nun weiß er, dass sie eine „richtige“ Prinzessin ist. Die Erbse wird in der Raritätenkammer aufbewahrt.
Der Erzähler schließt mit dem Kommentar, dies sei eine „richtige“ Geschichte.

## Textgeschichte

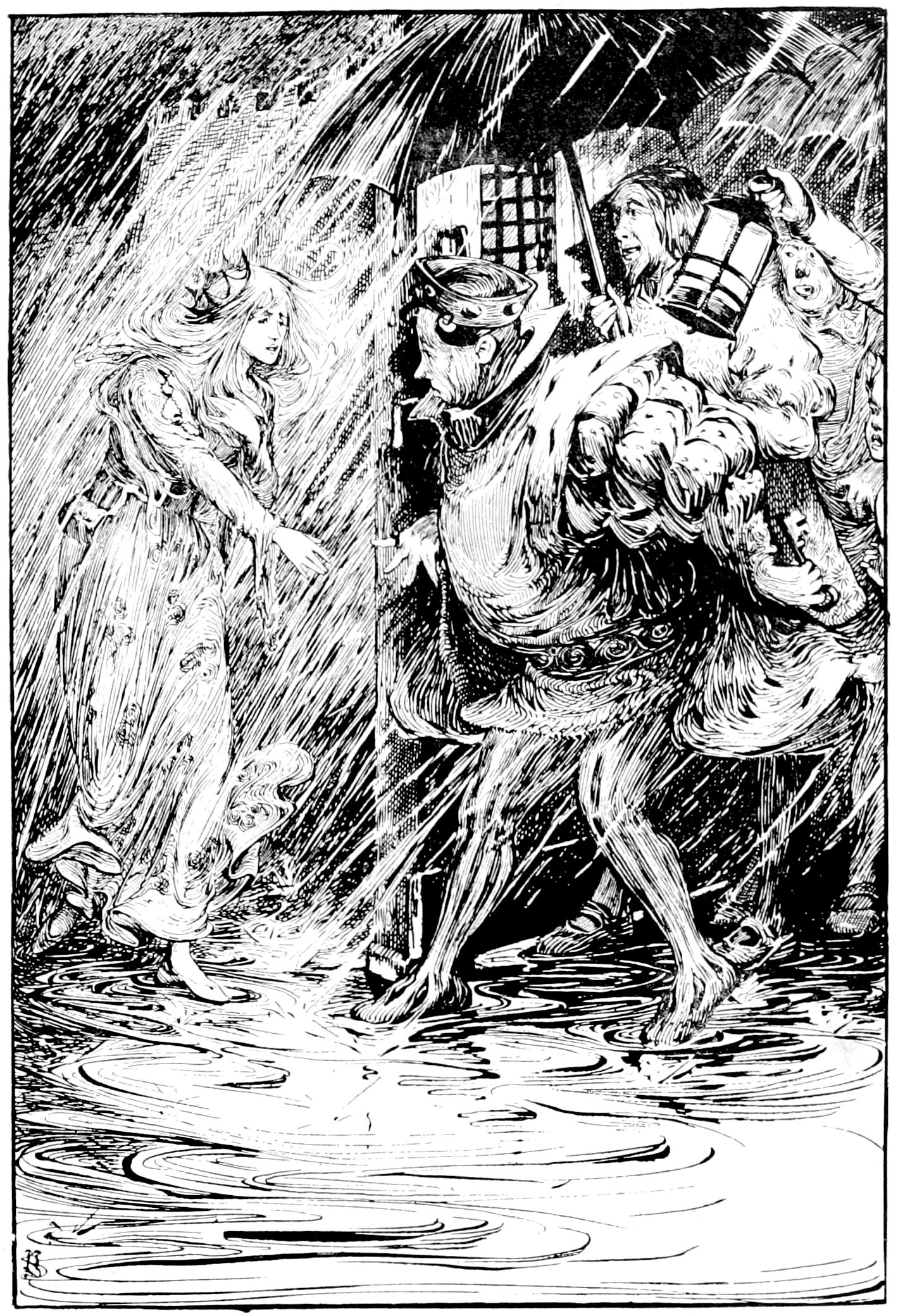
Illustration von Helen Stratton, 1899

Das Märchen stand 1843 ausführlicher als bei Andersen unter dem Titel Die Erbsenprobe in der 5. Auflage von Grimms Märchen, wurde aber wieder aus der Sammlung herausgenommen und durch Die Geschenke des kleinen Volkes ersetzt. Als Begründung wird angegeben, dass es „wahrscheinlich aus Andersen (S. 42) stammt“, auch bei Gunnar Olof Hyltén-Cavallius (S. 222) komme es vor. Der 14-jährige Sohn Herman Grimm habe es für die 5. Auflage beigesteuert, sein Vater und sein Onkel hätten wohl die Herkunft nicht gleich bemerkt. Laut Hans-Jörg Uther stammen die Motive der weiblichen Überempfindlichkeit und der Bettprobe aus dem Orient, sie wurden aber von Andersen erstmals miteinander verknüpft.

## Interpretation
Einige Prinzessin-Interpretationen analysieren den Text und die Bearbeitung der Märchenmotive, andere die gesellschaftskritische Aussage in Verbindung mit biographischen Bezügen, wobei die Aussage der Erzählung und die Bewertung Andersens sich nicht eindeutig bestimmen lassen und sich die Frage stellt, ob die extreme Feinfühligkeit wörtlich oder als Metapher zu verstehen ist.
Der Literaturwissenschaftler Albertsen hat Andersens Die Prinzessin auf der Erbse im Rahmen seiner Analyse deutscher Übersetzungen aus dem Dänischen interpretiert und dabei die stilistischen und syntaktischen Besonderheiten des Originaltextes, die teilweise von den Übersetzern übersehen worden sind, akzentuiert:
Kennzeichnend für Andersen sind sein bewusst raffiniert naiver Stil und sein spielerisch-ironischer Umgang mit den Märchenmotiven und der Märchenwelt: In der Prinzessin wird nach der Einleitungsformel „Es war einmal“ eine kleine Geschichte in einer mythisch vereinfachten königlichen Familienwelt ohne Dienstpersonal erzählt: Der Prinz reist durch die Welt und sucht vergeblich eine Frau. Der alte König macht das Stadttor auf. Draußen steht eine klatschnasse Prinzessin. Die alte Königin richtet für den Gast in der Schlafkammer ein Matratzen-Eiderdaunenbett als Schmerzenslager. Weitere konventionelle Märchenbausteine sind Wortwiederholungen „nicht so richtig, so traurig, so gern“. Und entsprechend dem „rein mythischen Singular des Märchens“ werden nur ein Schuh, durch den das Regenwasser fließt, eine Schlafkammer und eine Erbse genannt. In Pluralform gibt es nur Prinzessinnen und Matratzen.

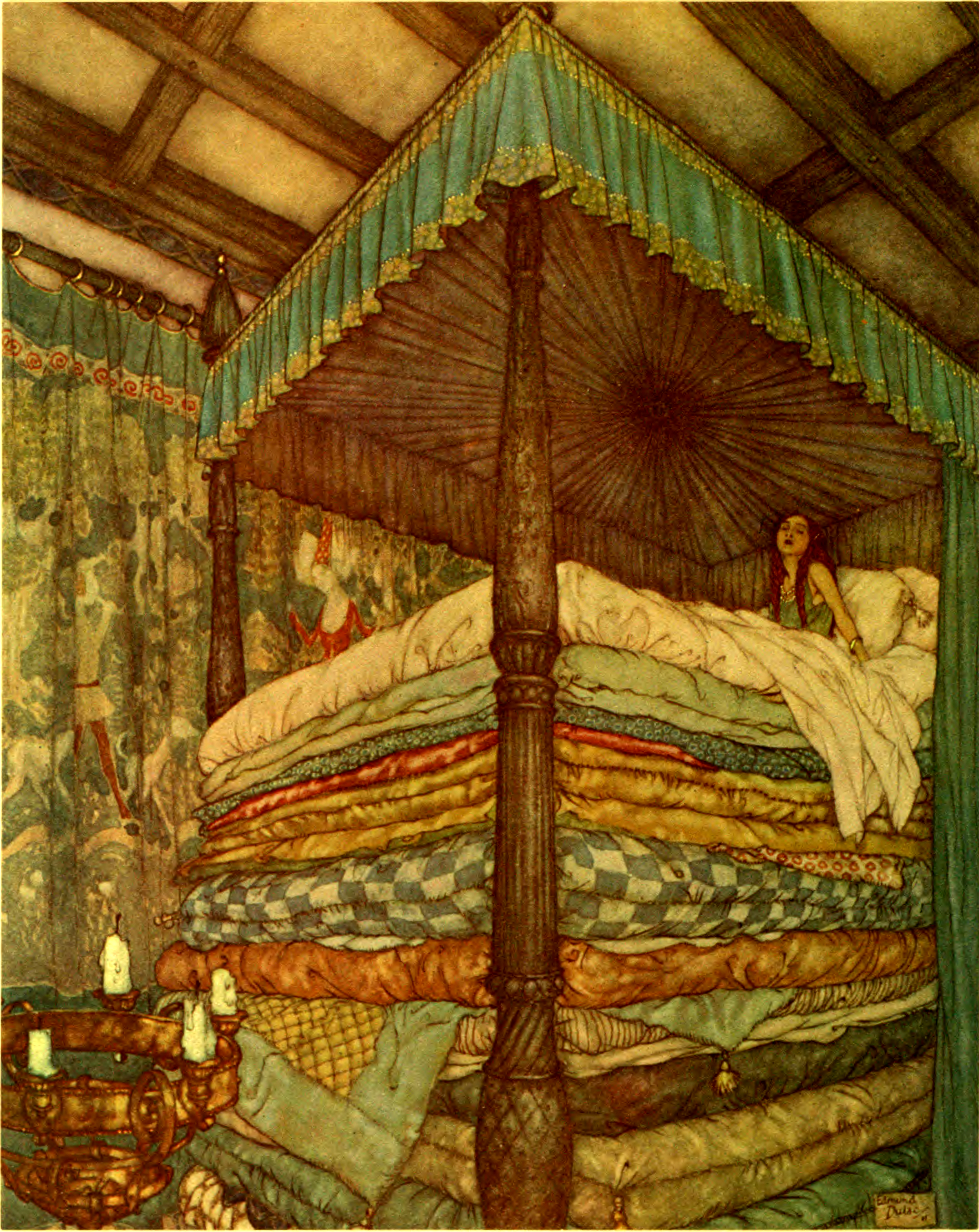
Illustration von Edmund Dulac.

Als Schwerpunkt seiner Analyse nennt Albertsen die Ambivalenz verschiedener Textpassagen, die er v. a. auf das Fehlen des Konjunktivs im Dänischen zurückführt. Andersen nutze dies zu einem „Schillern in Bezug darauf, wann ein Satz objektiv, wann er subjektiv gemeint ist“. Dieses „subtile Spiel zwischen Subjektivität und Objektivität“ finde man auch bei der Beschreibung „en rigtig prinsesse“ bzw. „en virkelig prinsesse“ am Wechsel der Schlüsselwörter „richtig“ (subjektiv in der Wahrnehmung des Prinzen) und „wirklich“ (objektiv, das Ergebnis der Erbsenprobe) und bei dem Wort „entsetzlich“: objektiv beim Wetter, subjektiv bei der Prinzessin. Die Klagen der empfindlichen Prinzessin sind bis auf die unausgesprochenen Gedanken der Königin die einzigen direkt gesprochenen Sätze. Nach Albertsen spricht sie „[w]ie eine kleine dumme Gans, in Ausrufen und Flüchen; zweimal sagt sie ‚entsetzlich‘. Sie hat ‚die ganze Nacht fast kein Auge zugemacht‘, nicht, wie man auf dänisch logisch sprechen müsste […], ‚fast die ganze Nacht kein Auge zugetan‘. Die Sprache der Prinzessin ist ein Gewitter von Blitz und Donner und Ausrufezeichen. So heißt es denn am Ende: Es ist ganz entsetzlich!“ […] Damit setze sie nach Albertsen ihr subjektives Leiden mit dem „Wetter am Vorabend gleich[-]“ und berufe sich dazu floskelhaft auf Gott.
Am Ende des Märchens taucht das Schlüsselwort „richtig“ zum ersten Mal „mit neuer Applizierung“ auf: das war „eine richtige Geschichte“. Hier stellt sich für den Interpreten die Frage, ob Andersen damit „eine wahre Geschichte“ oder „etwas typisch Unreales“, ein Märchen, meine: „Ist das Adjektiv richtig für ethisch voll zu nehmen als Kommentar zu einer Geschichte, die einen ganz richtigen Ausgang hat? […] Auf jeden Fall wissen wir aus der Geschichte, dass sich eine richtige Prinzessin mühelos zur wirklichen Prinzessin steigern lässt, aber im Bereich der Geschichte ist es keineswegs gegeben, dass das Richtige auch wirklich ist“: Im objektiven Gewitter entwickelt sich die Notlage des Mädchens, das von sich subjektiv behauptet, eine wirkliche Prinzessin zu sein, was durch die Erbsenprobe bestätigt wird, allerdings auf Grund höchst subjektiver Klagen, und zur objektiven Feststellung führt: dies ist eine wirkliche Prinzessin. Nach Albertsen gilt dieses Urteil allerdings nur „für das kleine mythische Königreich, das an der ganzen übrigen Welt etwas auszusetzen hat und selber nur als Geschichte existiert, nach der Gattungskonvention in längst vergangener Zeit und an fernem Ort, stilistisch aber wiederum höchst gegenwärtig, so kleinbürgerlich, als könnte man dies Königreich wirklich durch sein eigenes Fenster erblicken, so kolloquial, als wäre man mit der königlichen Familie per Du. Nicht die Farben einer fernen Märchenwelt, sondern die braunen und blauen Flecken von einer gelben Erbse. ‚Sieh, das ist eine richtige Geschichte!‘“ Dazu passt für Albertsen der Hinweis Andersens auf die Kopenhagener Kunstkammer, die zum Zeitpunkt der Niederschrift des Märchens bereits seit einigen Jahren geschlossen war: „Es handelt sich um das alte königliche Raritätenkabinett, für das sich niemand mehr interessierte […]. Was Andersen sagt, ist vielmehr: offiziell wurde die Erbse geehrt, aber eigentlich interessiert sich niemand für sie bzw. dafür, ob sie überhaupt noch da ist.“
In anderen Interpretationen wird die Textanalyse um biographische Bezüge erweitert: Der amerikanische Literaturwissenschaftler Jack Zipes erklärt die ironisch-gesellschaftskritische Beschreibung der aristokratischen Vornehmheit mit Andersens ambivalenter Einstellung der Oberschicht gegenüber, die er einerseits bewunderte, von der er sich aufgenommen wünschte und die er andererseits verachtete. Andersen habe „trotz seines Ruhms und seiner Anerkennung als Schriftsteller auch die Demütigung, den Schmerz und das Leid“ erfahren, die „beherrschte“ Mitglieder der Gesellschaft ertragen müssen, um ihre Virtuosität und Noblesse zu beweisen.
Die dänische Schriftstellerin Signe Toksvig verbindet die Übersensibilität der Prinzessin mit einer persönlichen Erfahrung des Schriftstellers: Sie sei eine humorvolle Anspielung auf die emotionale Überempfindlichkeit seiner schwesterlichen kleinwüchsigen Freundin und Korrespondentin Henriette Wulff, die, wie Andersen schrieb, „in einer sehr kleinen Angelegenheit so sensibel war“.
Der tschechische Literaturwissenschaftler Pavel Trost deutet die „überdrehte[-]“, stereotypisch „sensible[-]“ Prinzessin als ironische „Selbstspiegelung eines Dichters“.

## Rezeption
Die Prinzessin auf der Erbse ist, wie die zahlreichen Publikationen und Adaptionen,v. a. für Kinder, beweisen, eines der erfolgreichsten Andersen-Märchen. Unterschiedlicher Meinung waren die Kritiker im Lauf der Zeit bei der Frage der Eignung für Kinder, ebenso bei der auf unterschiedlichen Interpretationen basierenden Bewertung der Sensibilität der Prinzessin.
Während im American Journal of Education 1905 die Geschichte für Kinder im Alter von 8 bis 10 Jahren empfohlen wird, zitiert die dänische Schriftstellerin Signe Toksvig 1934 eine Kritikermeinung: Die Geschichte erscheine dem Rezensenten „nicht nur unfein, sondern auch insofern unvertretbar, als das Kind die falsche Idee aufnehmen könnte, dass große Damen immer so schrecklich dünnhäutig sein müssen“.
Einschränkend äußern sich auch der amerikanische Literaturwissenschaftler Jack Zipes, der Andersen vorwirft, der Jugend Lektionen in Unterwürfigkeit zu erteilen, und die australisch-britische Schriftstellerin Pamela Lynwood Travers. Sie kritisiert in den Erzählungen ein „entvitalisierendes Element“ der Nostalgie. Dagegen verweist Celia Catlett Anderson auf den Sieg des Optimismus über den Pessimismus. Dies wecke bei den Lesern Hoffnung auf ihre eigene Zukunft und Stärke in sich selbst.
Die amerikanische Wissenschaftlerin Esrock bewertet Andersens Märchen vor dem Hintergrund „interpretatorischer Komplexitäten“ und unterschiedlicher Bewertungen der übersensiblen Protagonistin aus der Gender-Perspektive. Die Geschichte zeige die „kulturelle Dynamik“ auf und warne heute konkret Frauen vor den Konsequenzen, wenn sie ihr „körperliches Wissen aus dem privaten Bereich in die Öffentlichkeit transferieren, wo dieses Wissen nach öffentlichen Maßstäben definiert und beurteilt [werde]“.

## Adaptionen

### Illustration
Wichtige Illustrationen zu Andersens Erbsenprinzessin stammen von Edmund Dulac, Paul Hey, Hans Tegner, Helen Stratton, Heinrich Lefler und Kay Nielsen. Dulac zeigt die Situation, in der die Prinzessin in unglaublicher Höhe auf vielen Matratzen von der Erbse gepeinigt erwacht, Kay Nielsen entrückt das überzarte Prinzesschen in den Bildhintergrund – sie liegt auf dem Erbsenbett wie auf einer weltenthobenen Bühne, gerahmt von zwei überlängten Rundbogenfenstern. Paul Hey gibt der Szenerie eine Rokoko-Atmosphäre – hier wird die Irritation der schlafgestörten Prinzessin im Gesichtsausdruck interessant eingefangen. Heinrich Lefler malt die Prinzessin im Federbettenmeer mit pointillistischen bunten Farbtupfern.

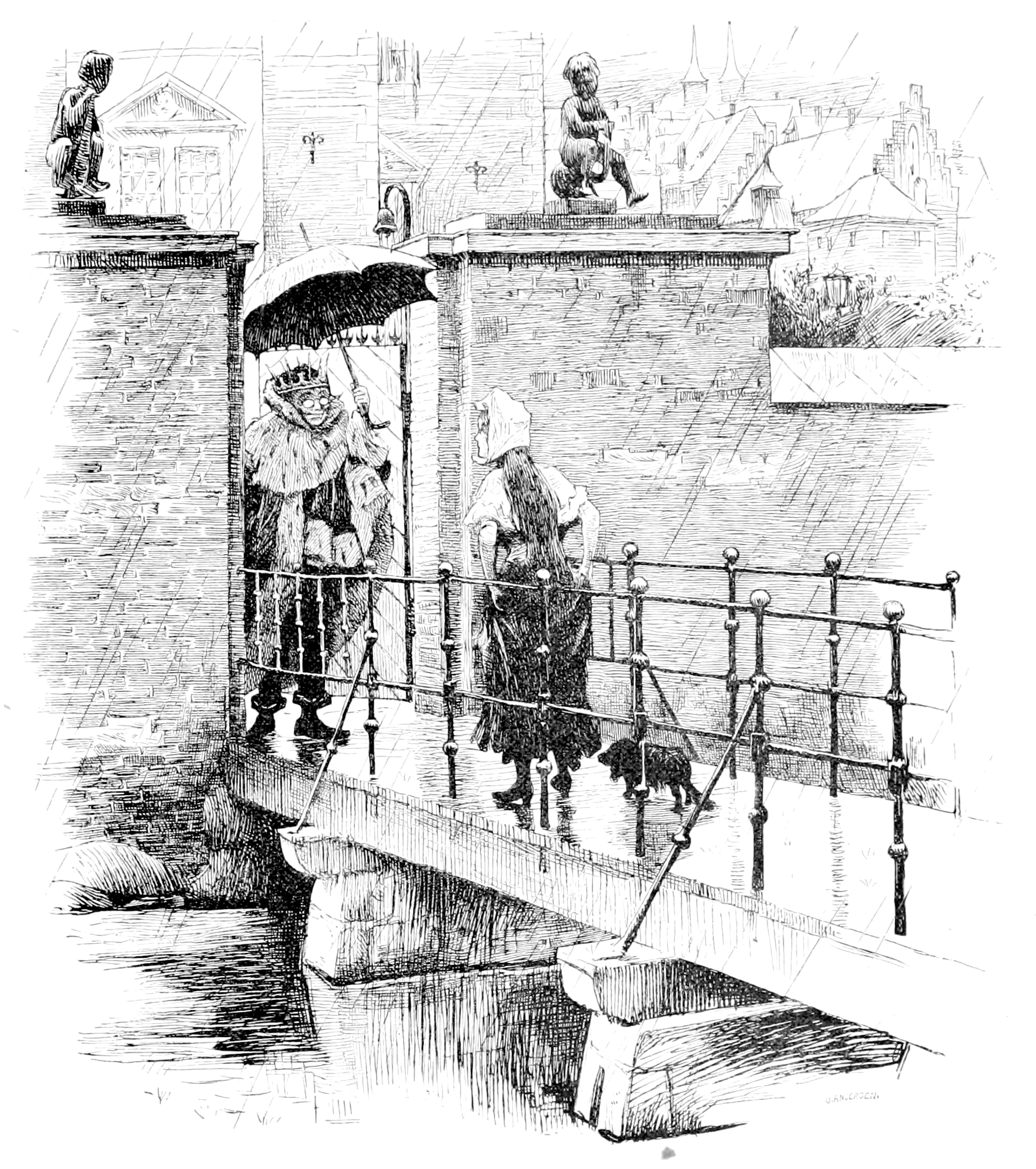
Illustration von Hans Tegner.
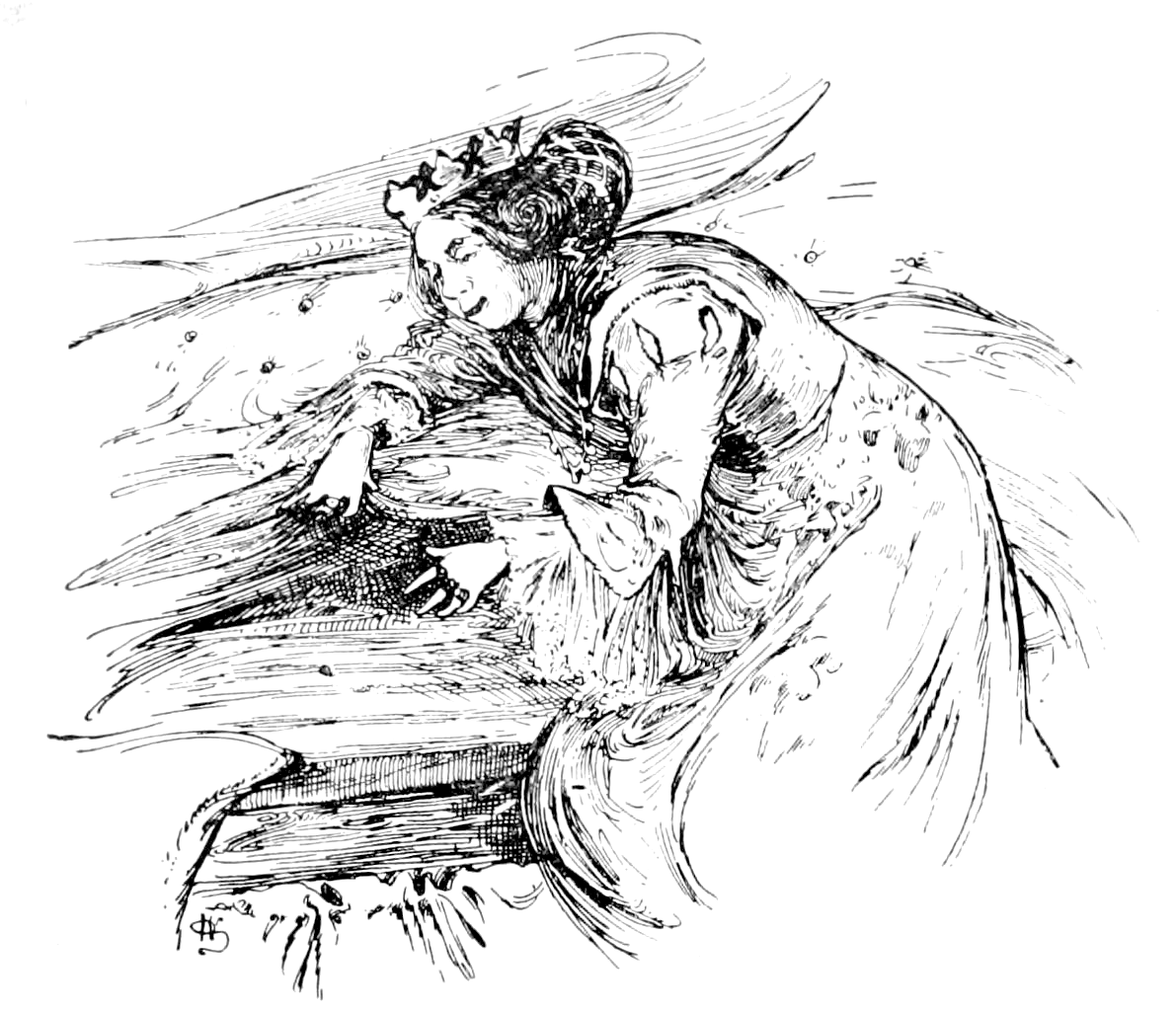
Illustration von Helen Stratton
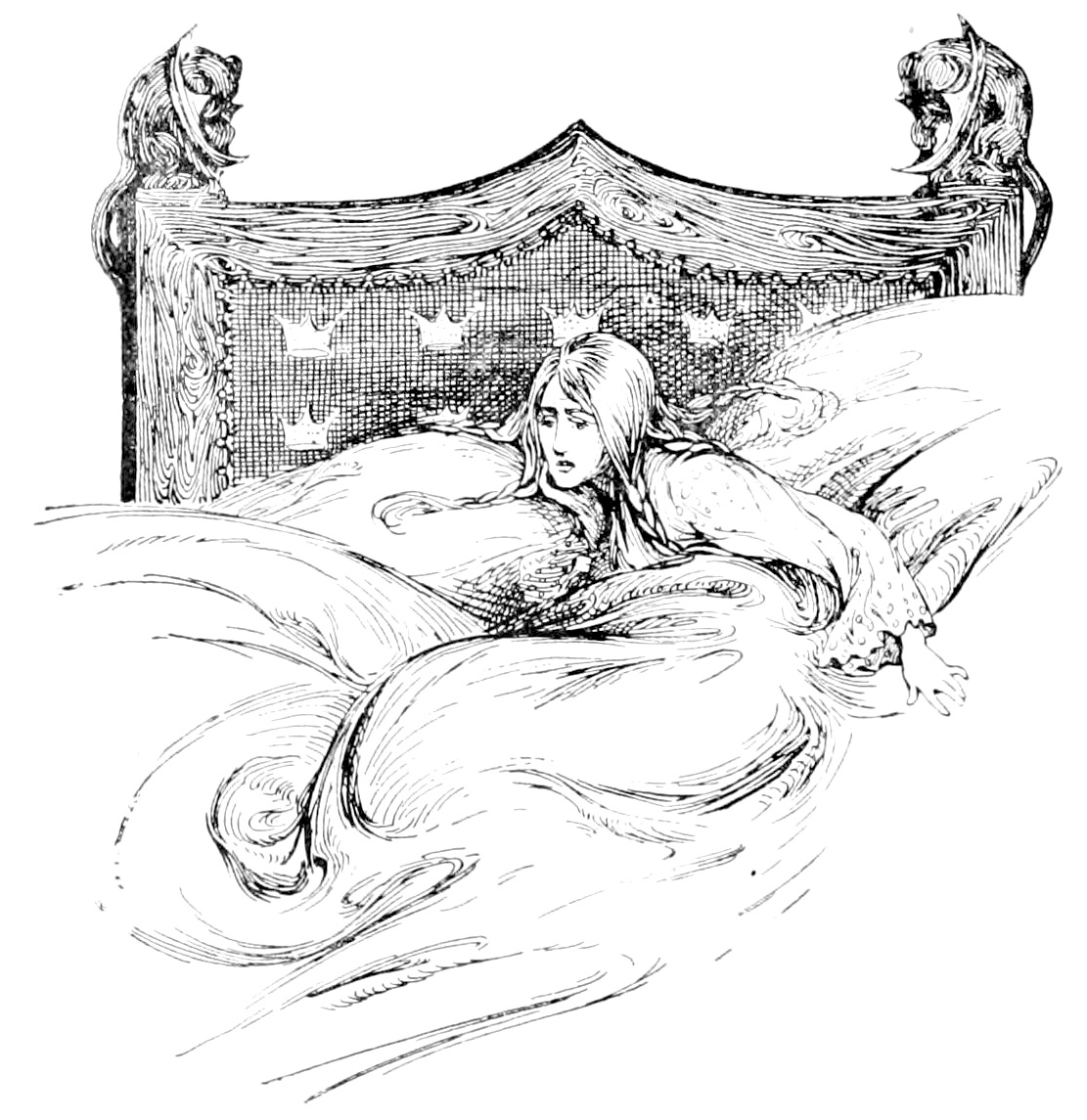
Illustration von Helen Stratton, 1899.
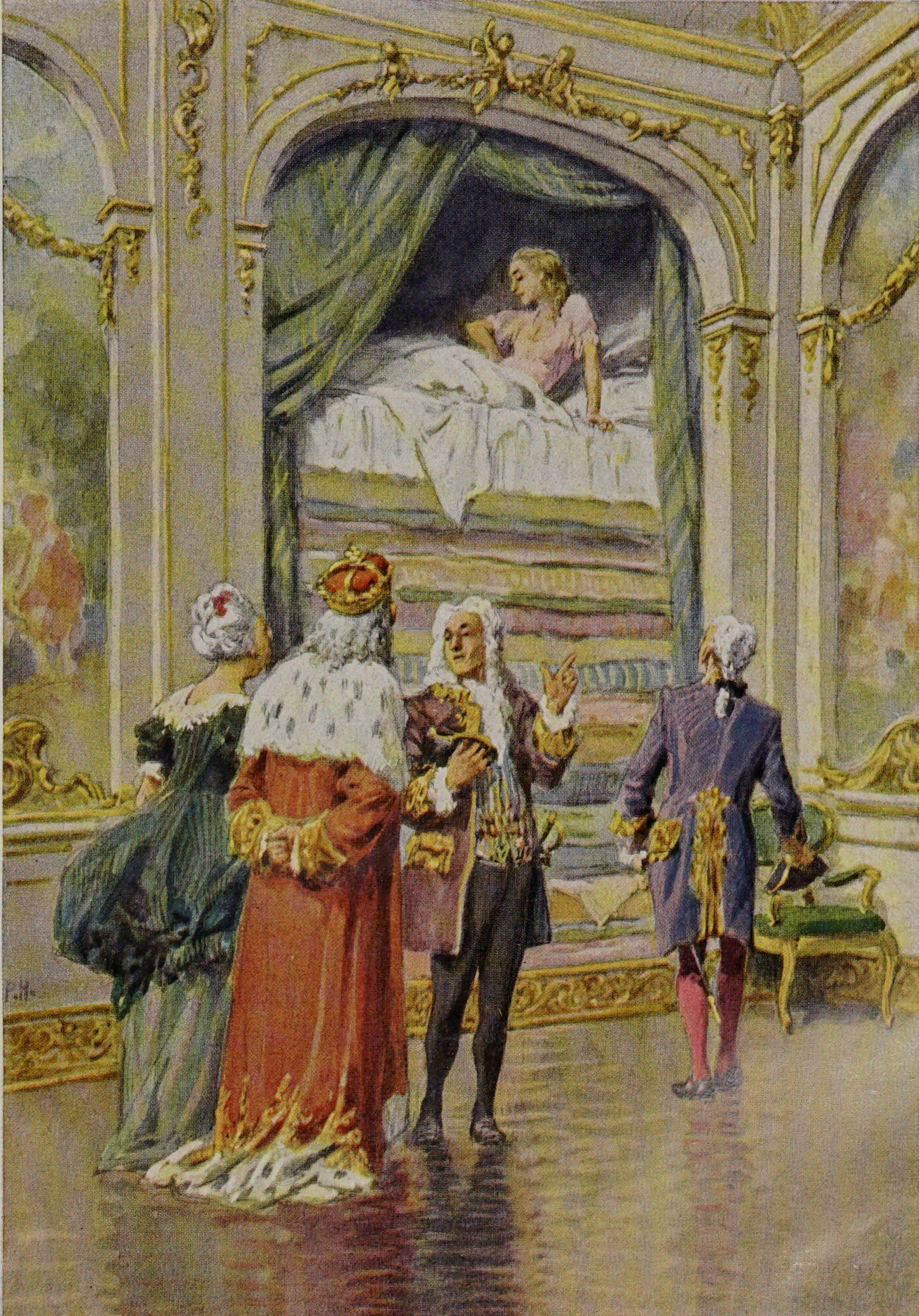
Illustrationen von Paul Hey
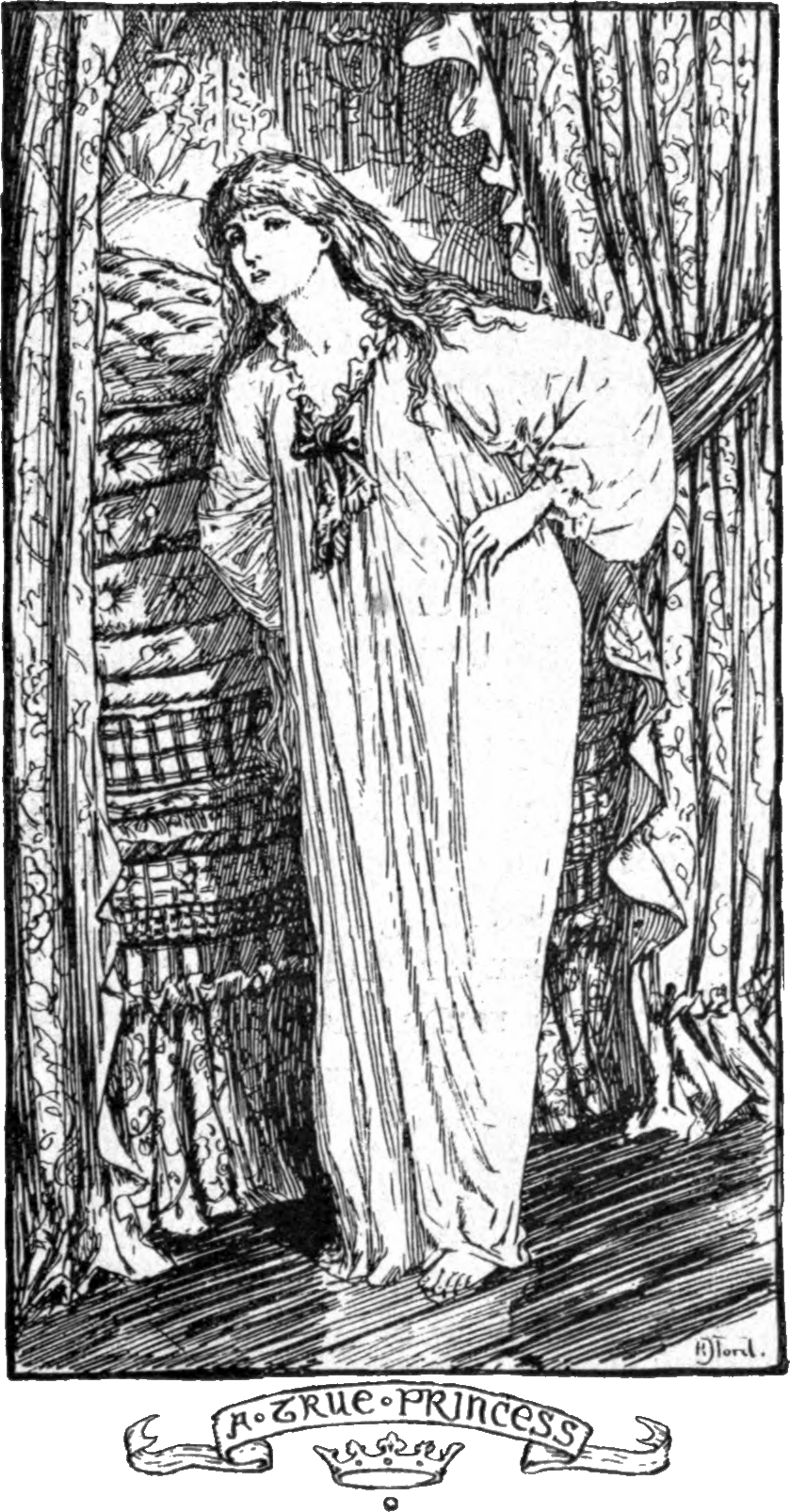
Illustration aus „The Yellow Fairy Book“, 1894, S. 255.
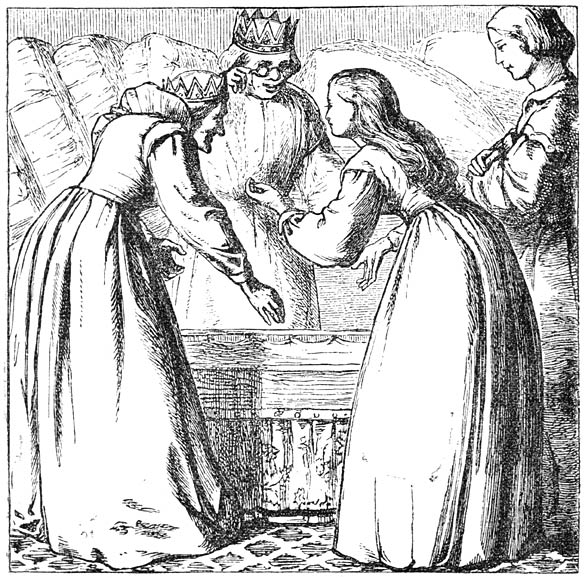
Illustration: Alfred Walter Bayes, Gravur: Dalziel Brothers 1895

### Oper
- Die Prinzessin auf der Erbse op.43 (1927), von Ernst Toch, Musikmärchen in einem Aufzug nach Hans Christian Andersen, Kinderoper
- Trois contes (2019), von Gérard Pesson, Kammeroper

### Musical
- Once Upon a Mattress (1959), von Mary Rodgers (Musik), Marshall Barer (Liedertexte) und Jay Thompson, Marshall Barer und Dean Fuller (Buch)
 Musical-Verfilmung: Once Upon a Mattress (2005)

### Märchenfilme
- 1918: Die Prinzessin auf der Erbse, österreichischer Kurzfilm von Emil Leyde
- 1953: Die Prinzessin auf der Erbse, deutscher Märchenfilm von Alf Zengerling
- 1960: Die Prinzessin auf der Erbse, deutscher Zeichentrick der DEFA von Katja Georgi[26]
- 1977: Die Prinzessin auf der Erbse (Prinzessa na goroschine), UdSSR, unter der Regie von Boris Wladimirowitsch Ryzarew
- 2002: Die Prinzessin auf der Erbse, US-amerikanisch-ungarischer Zeichentrick von Mark Swan
- 2007: Die Prinzessin auf der Erbse – Qual der Wahl Royal, Komödie aus der Pro Sieben/ORF-Serie Die Märchenstunde
- 2010: Die Prinzessin auf der Erbse, Deutschland, Märchenfilm der 3. Staffel aus der ARD-Reihe Sechs auf einen Streich von Bodo Fürneisen
- Im tschechischen Märchenfilm Rumpelstilzchen & Co. bzw. Rumplcimprcampr von 1997 tauchen auch Motive aus der Prinzessin auf der Erbse auf.

### Theater
- Die Prinzessin auf der Erbse. Ein Kindermärchenlustspiel in 3 Bildern von Robert Bürkner

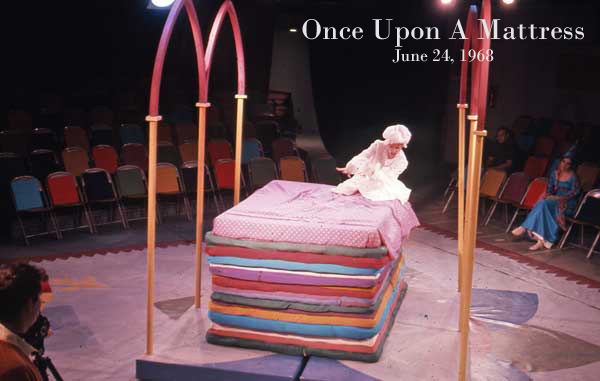
Otterbein University Theatre & Dance 2012
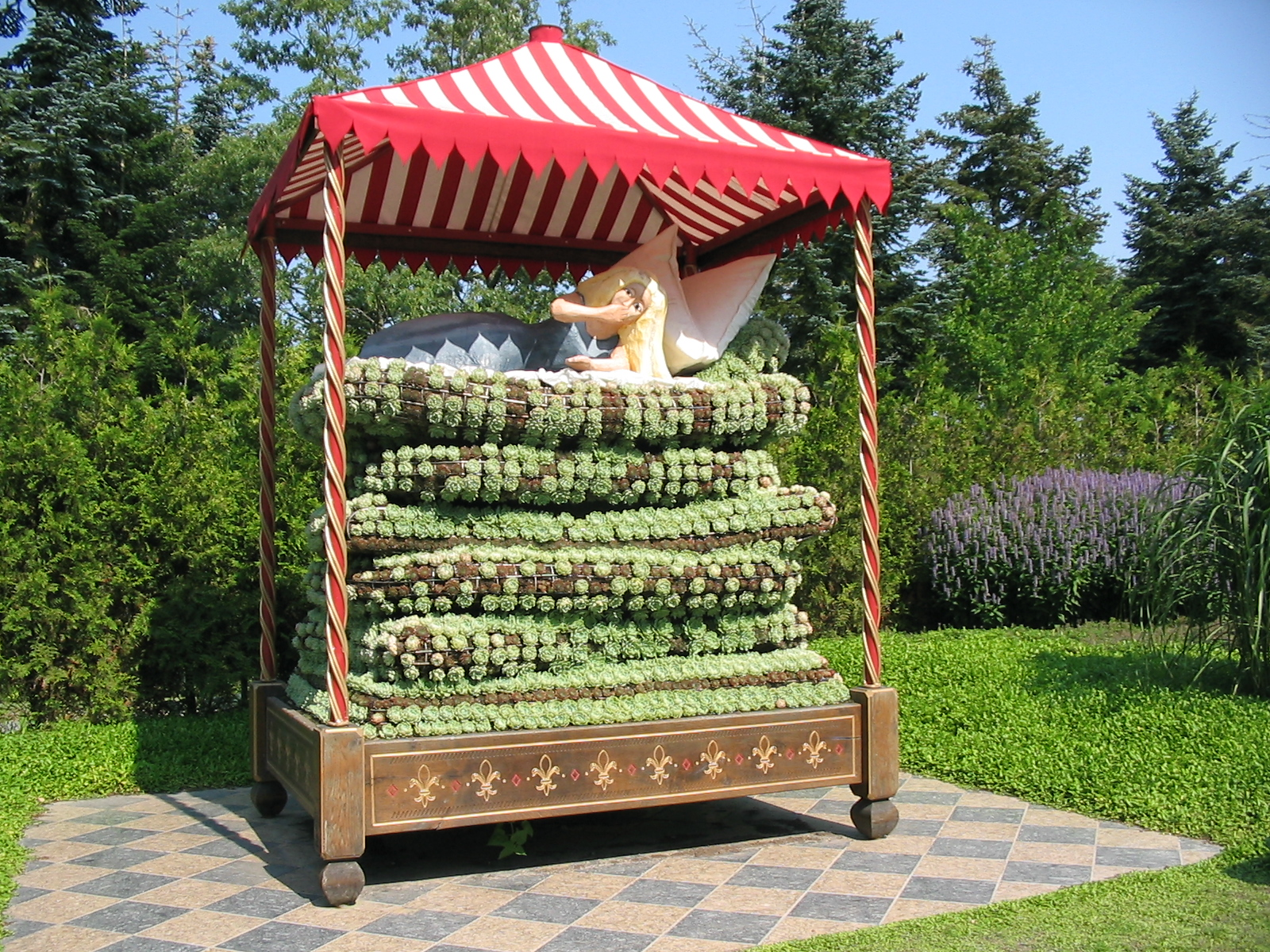
Figur Prinzessin auf der Erbse im Freizeitpark Jesperhus
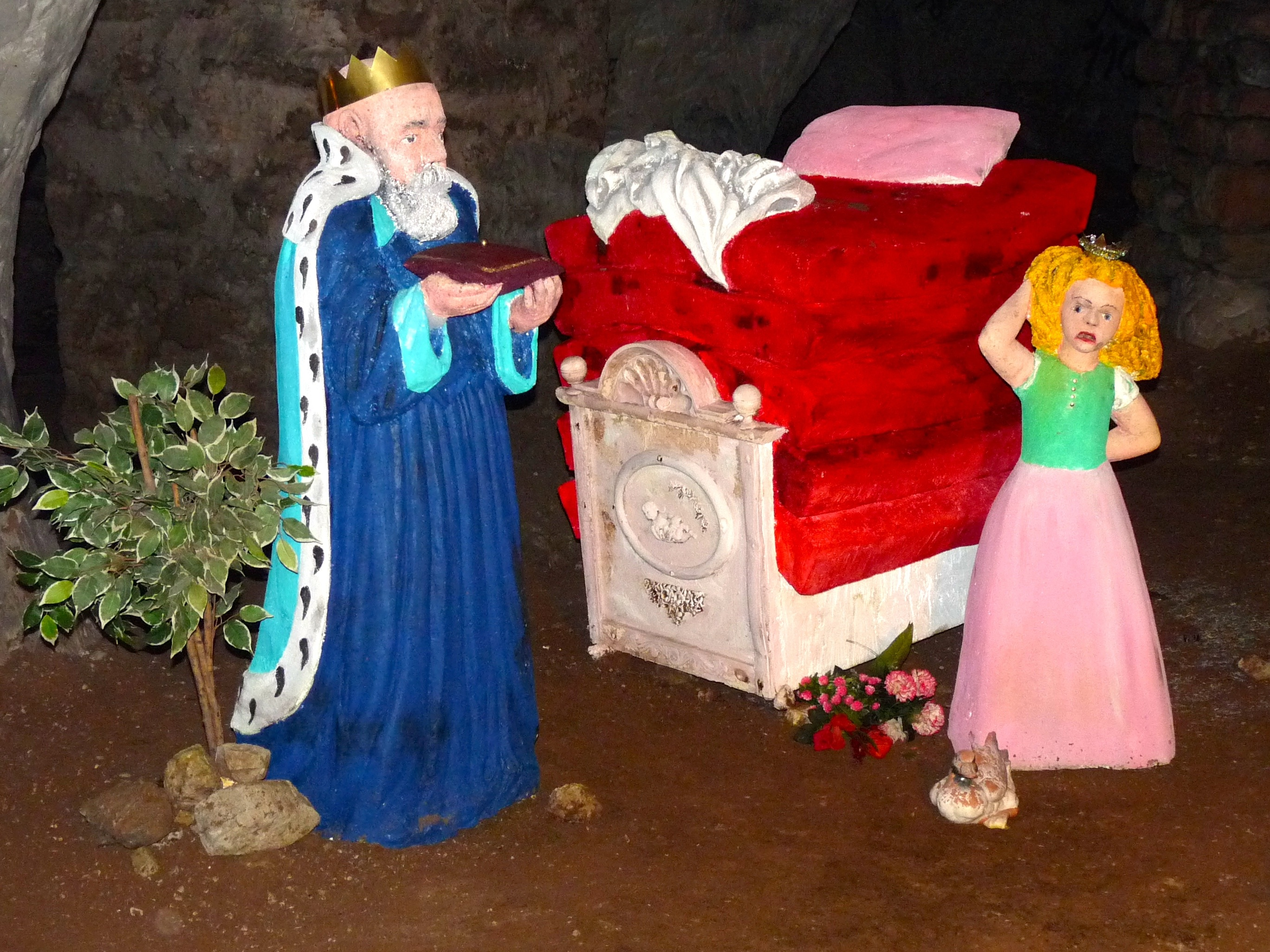
Die Prinzessin auf der Erbse in der Märchenhöhle Walldorf
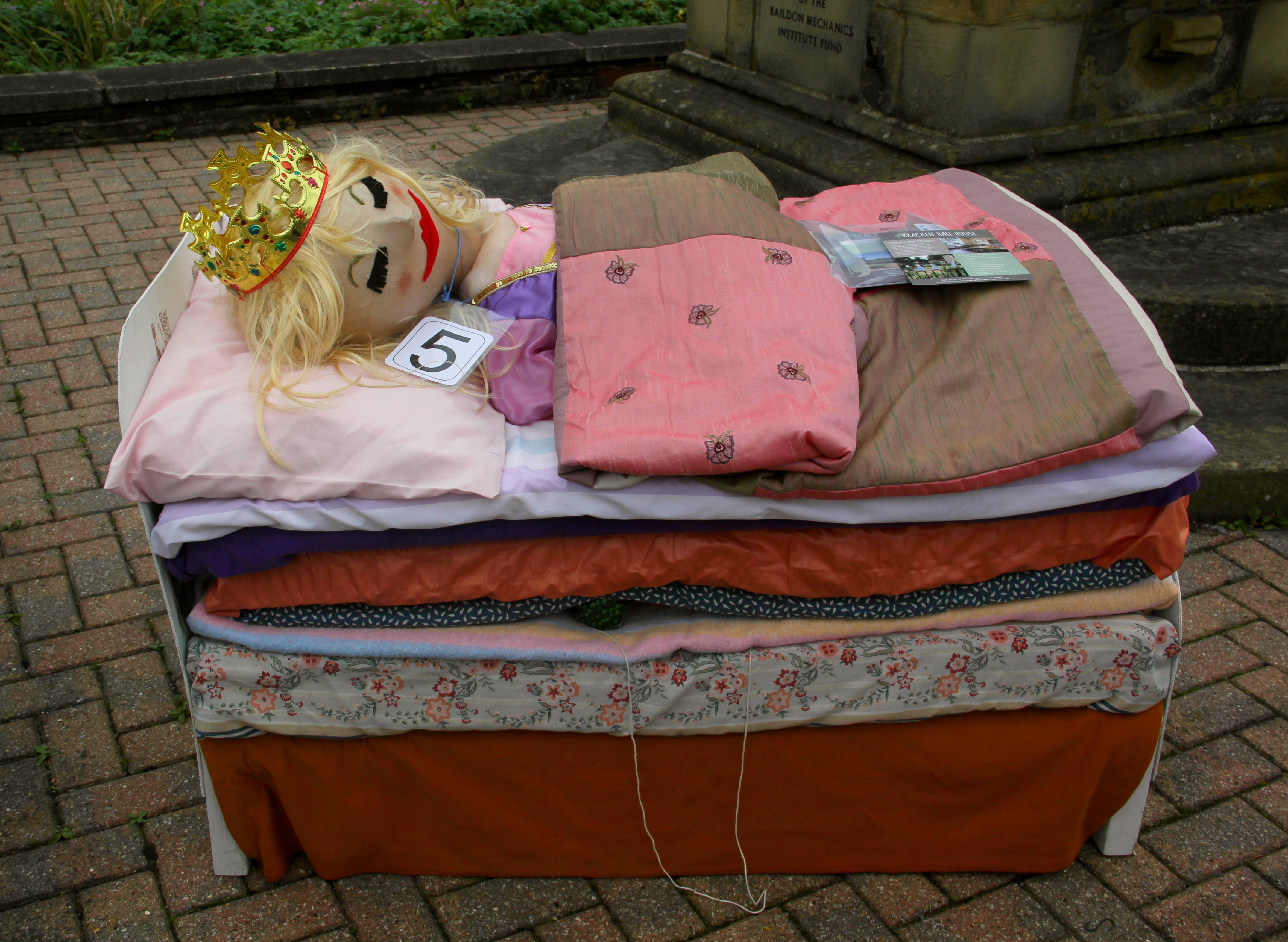
Princess and the Pea fairy tale. Scarecrow Festival 2023, Baildon, West Yorkshire, England.

## Deutsche Übersetzungen (Auswahl)
Albertsen, Professor für Deutsche Literatur in Aarhus, zeigt am Beispiel von Andersens Die Prinzessin auf der Erbse die Probleme deutscher Übersetzungen aus dem Dänischen auf und vergleicht verschiedene Übersetzungen (s. u.) miteinander. Im Allgemeinen bemängelt er, viele Übersetzungen hätten bei der inhaltlichen Wiedergabe Eigentümlichkeiten des Andersen-Stils vernachlässigt: „jenes schlafwandlerische Jonglieren mit Banalitäten und Modernitäten“. Damit sei „ein Teil des spezifisch Künstlerischen, dessen, was einen Kunsttext von einem Kommunikationstext unterscheidet“, verlorengegangen. Eine Ursache dafür sieht er in der „größere[n] Tendenz der dänischen Sprache zum indikativischen Hauptsatz […] bedingt einerseits durch die Wortstellung, die den dänischen Nebensatz weniger kräftig vom Hauptsatz unterscheidet, als das auf deutsch der Fall ist, anderseits durch den fehlenden Konjunktiv, der es weniger unterscheidbar bleiben lässt, wann eine indirekte Rede und wann vielmehr eine Aussage des Autors selber vorliegt“. Beides führe „zu einem Schillern in Bezug darauf, wann ein Satz objektiv, wann er subjektiv gemeint ist“. Während dem dänischen Lesepublikum dieses Schillern erhalten bleibe, müssten deutsche Übersetzungen Entscheidungen treffen.
Für seinen Vergleich hat der Autor aus der großen Zahl der Übersetzungen, die von vielen miteinander konkurrierenden Verlagen aufgelegt wurden, wie es Kaysers Bücherlexikon zeige, acht Beispiele ausgewählt und sie mit seiner eigenen, eng am Originaltext orientierten Fassung verglichen.
- Major von Jenssen (Georg Friedrich von Jenssen-Tusch): Die Prinzessin auf Erbsen. In: Märchen und Erzählungen. 1840. 3. Auflage 1846.
- Julius Reuscher: Hans Christian Andersen: Die Prinzessin auf der Erbse. In: Sämmtliche Märchen. Illustriert von Ludwig Richter, Paul Thumann, Oscar Herrfurth, Theodor Hosemann, Graf Pocci und Oscar Pletsch. Ernst Justus Günther, Leipzig, 1841, 11. Auflage 1875. Verlag Abel und Müller, Leipzig, 32. Auflage (ca. 1890).
- Pauline Klaiber: Die Erbsenprinzessin. In: Hans Christian Andersen: Märchen. Stuttgart, 1900.

Andersens Märchen. Mit 44 Vollbilder und 167 Abbildungen im Text nach Zeichnungen von Professor Hans Tegner (Kopenhagen). Paul Neff Verlag, Esslingen/Neckar, 1909.
- Paul Arndt: Die Prinzessin auf der Erbse. Frei nach der Reclamschen Ausgabe bearbeitet. 42. Auflage, Stuttgart, um 1920.
- Günther Jungbluth: Die Prinzessin auf der Erbse. In: Sechs Märchen des dänischen Dichters Hans Christian Andersen. Kopenhagen, 1955.
- Werner Wolf: Die Prinzessin auf der Erbse. Offiziell vom Andersenhaus in Odense vertriebene und als Weltausgabe bezeichnete Übersetzung. Odense, 1958.
- Thyra Dohrenburg: Hans Christian Andersen: Sämtliche Märchen. Illustrationen von Vilhelm Pedersen und Lorenz Frölich. Herausgegeben und mit Nachwort und Anmerkungen von Erling Nielsen. 2 Bände. Winkler Verlag, München, 1959, 1965.
- Eva Maria Blühm: Die Prinzessin auf der Erbse. In: Andersens Märchen. Übersetzt von Eva-Maria Blühm unter „Benutzung der älteren Ausgaben“. Illustration: Vilhelm Pedersen und Lorenz Frölich. Kiepenheuer, Leipzig, Weimar, 1990.

## Bilderbuchausgaben
- Hans Christian Andersen, Maja Dusiková (Illustration): Die Prinzessin auf der Erbse. NordSüd, Zürich 2009, ISBN 978-3-314-01694-3.
- Hans Christian Andersen, Petra Lefin (Bilder): Die Prinzessin auf der Erbse, ein Märchen. Don Bosco, München 2014, ISBN 978-3-7698-2082-9.
- Hans Christian Andersen, Julia Schuster (Hrsg.): Die Prinzessin auf der Erbse (Übersetzt von Mathilde Mann), Anaconda, Köln 2010, ISBN 978-3-86647-557-1.

## Varia
- Der Ausdruck Prinzessin auf der Erbse steht als geflügeltes Wort für eine besonders empfindliche Person.
- Die hochsensible Prinzessin Märtha Louise von Norwegen probierte den Erbsentest als Kind aus und sah das Märchen später als Parabel, wie kleinste Kritik sie aus der Bahn warf.[30]